# Darró
Darró o Adarró és un poblat ibèric que es troba a ponent de l'actual passeig marítim de Vilanova i la Geltrú, al Garraf, al territori antigament conegut com a cossetània, inclòs a l'Inventari del Patrimoni Arqueològic i Paleontològic de Catalunya.
L'establiment ibèric va estar poblat entre els segles V i I aC, mentre que la vil·la romana va ser fundada a mitjans del segle I aC i va funcionar fins al segle IV de la nostra era, quan va abandonar-se i l'indret va començar a ser utilitzat com a necròpoli fins al segle vi.
El topònim d'Arró o Darró està relacionat amb les aigües i la presència d'un promontori, degut a la situació física del jaciment vora el torrent i el turó de Sant Gervasi. Aquest topònim es podria haver transformat en ad Arró o ad Darró durant l'època romana, és a dir, "al costat de d'Arró o Darró", fórmules que també apareixen a la documentació medieval.

## Història
L'emplaçament més antic del poblat seria al turó de Sant Gervasi, on s'ha localitzat material arqueològic del segle V aC., fins que es van instal·lar al lloc que ara visitem a mitjans del segle iv aC. D'aquest període s'han localitzat forns ceràmics i producció d'unes àmfores molt semblants a les dels cartaginesos que poblaven Eivissa en aquells moments, amb els quals segurament existirien importants contactes comercials.
Després de la Segona Guerra Púnica (218-201 aC) els romans van començar a estendre la seua influència a una bona part de la península Ibèrica. Aquesta romanització es va traduir al poblat de Darró en una important transformació urbanística i creixement. És a aquest període on es poden datar les restes visitables actualment.
El poblat iber de Darró seria abandonat per causes desconegudes cap a mitjans del segle I aC i les seues estructures serien amortitzades per la vil·la romana que s'instal·là a la vora com a estructures rústiques d'emmagatzematge, estables... Una mena de pars rustica de la vil·la. Al veí turó de Sant Gervasi on actualment se situa una ermita, durant molts anys va conservar a una de les seues parets una inscripció votiva romana datada al segle II que actualment es conserva al Museu Víctor Balaguer, per la qual cosa podem assignar a aquest indret un sentit sagrat que probablement es remuntaria fins èpoques iberes.
Des del segle iv, aquestes dependències quedaren abandonades i esdevingueren necròpoli, on es van col·locar tombes en fosses senzilles, o tapades amb trossos d'àmfora o bé amb teuladetes de doble vessant. Les tombes més recents són del període visigòtic (segle vi). Després l'espai va restar destinat a terres de conreu fins al segle xx.
Les primeres excavacions van ser realitzades sota la direcció d'Antonio Arribas l'any 1955. Aquestes van ser prosseguides per altres diverses intervencions sistemàtiques realitzades entre 1986 i 2005 sota la direcció d'Albert López Mullor i Xavier Firro Macía. S'han trobat restes de forns per a la cocció de ceràmica, així com sitges per al seu ús com a dipòsits de gra i cisternes. Entre les nombroses peces de ceràmica, destaquen diverses àmfores que es creuen de producció pròpia, ja que van ser trobades en quantitat col·locades dintre d'un dels forns. Algunes d'aquestes peces ceràmiques es poden contemplar a les vitrines del Museu Víctor Balaguer de Vilanova i la Geltrú. També es conserva una figura de marbre romà que representa el cap d'una lleona.

## Consolidació i adequació de les restes per la seua obertura al públic

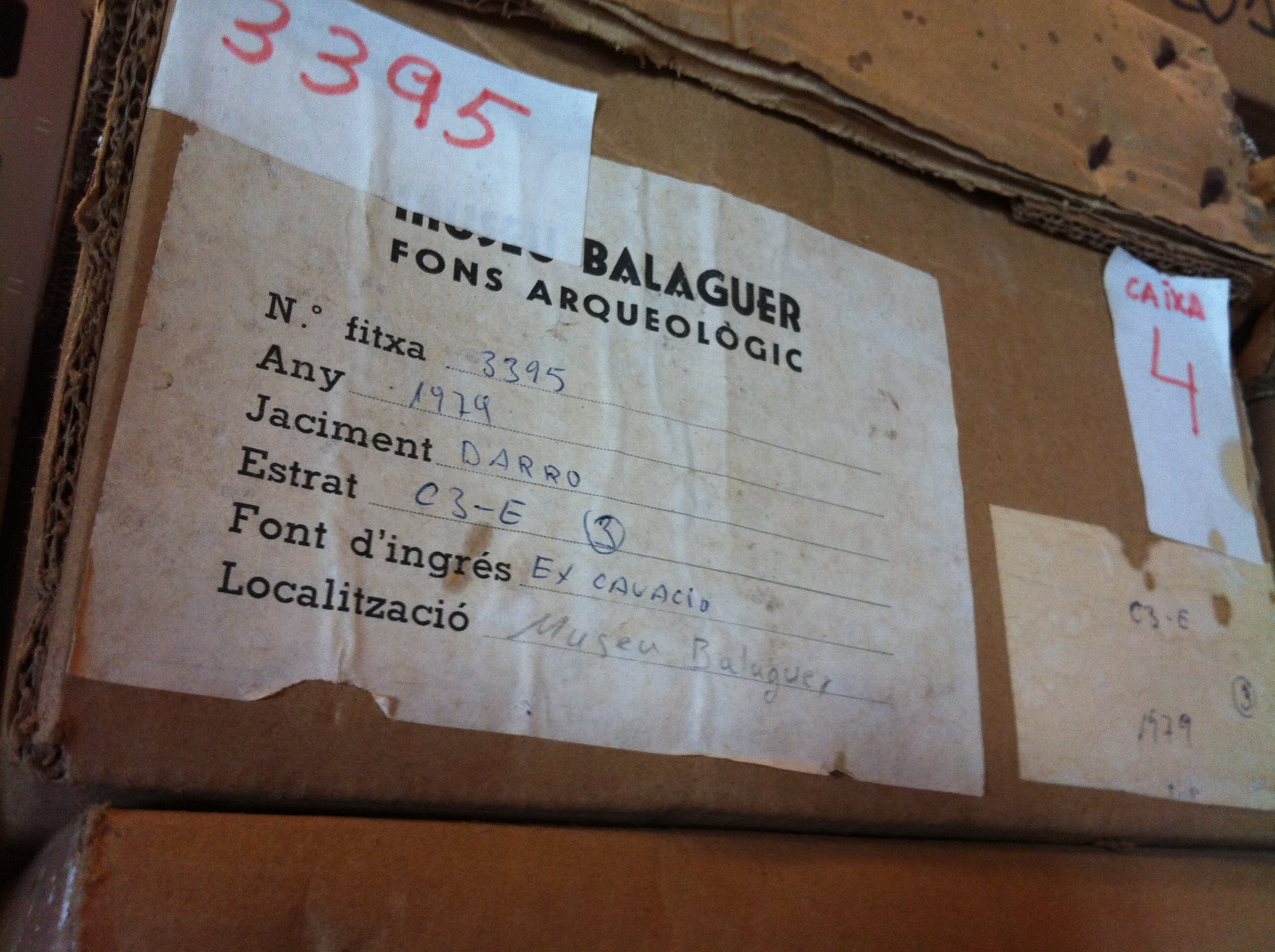
Magatzem de peces del poblat de Darró conservades al Museu Romàntic Can Papiol.

La consolidació i adequació de les restes per a la visita es va realitzar entre els anys 1986 i 2005, intervenció duta a terme, a petició de l'ajuntament de Vilanova i la Geltrú, pel Servei de Patrimoni Arquitectònic Local de la Diputació de Barcelona, la qual gestiona el jaciment. El projecte de l'obra i la seua direcció va estar a càrrec de l'arquitecte Antonio Elizondo Cocolina. L'obra va ser executada per l'empresa d'Antoni Sedó Crusat, de Torrelles de Foix.
L'actuació va consistir en la consolidació de la planta dels edificis de l'anomenat "barri dels artesans", on s'han localitzat forns metal·lúrgics, tallers dedicats a activitats artesanes i habitatges amb estructures interpretades com a porxos. També s'han recuperat restes de cisternes que el visitant pot observar.
El servei de visites es realitza sempre amb l'acompanyament d'una guia que ens ajuda a recórrer i interpretar les restes arqueològiques de Darró. Resseguint el carrer ibèric principal coneixerem la història del lloc a través de les huit estructures posades en valor que comprenen aquest jaciment. Aquesta visita guiada està recolzada per la instal·lació d'un seguit de panells informatius on podrem situar cada una de les dependències sobre un plànol del jaciment, a més a més d'un altre panell on es recrea amb una il·lustració com devia ser el poblat de Darró durant el seu període d'esplendor i que ens ajudarà a interpretar millor les restes actuals.
L'any 2013 es van començar a dur a terme noves intervencions al jaciment per tal de posar en valor els forns ceràmics existents al costat de les cisternes i obrir i consolidar les sitges per tal que puguen ser contemplades pel visitant. El projecte més ambiciós, però, és la neteja i posada en valor de les restes de la vil·la romana que es troben a un terreny de propietat municipal al costat del jaciment iber, entre els carrers de Juan de la Cosa i Ponent. Una vegada aquestes restes siguen consolidades es podrà dur a terme un projecte d'integració dels dos nivells arqueològics per tal de revaloritzar aquest jaciment.
Des de la Diputació de Barcelona i l'ajuntament de Vilanova i la Geltrú s'ha editat un tríptic adreçat al turisme on s'explica la història del poblat ibèric i la vil·la romana i que es pot trobar a l'oficina de turisme de la localitat o al mateix jaciment de Darró.